# Pectinator spekei
Pectinator spekei é uma espécie de roedor da família Ctenodactylidae. É a única espécie do gênero Pectinator.
Pode ser encontrado na Eritreia, Djibuti, Etiópia e Somália.